# Font dels Llavirons
La Font dels Llavirons és una font del terme municipal de la Torre de Cabdella (antic terme de Mont-ros), del Pallars Jussà, dins del territori del poble, ara abandonat, de Gramenet de Beranui.
És a 1.450 msnm, al sud-est de Gramenet, en un lloc molt perdedor a la capçalera del barranc del bosc, sota i a ponent de la Collada de Fàdigues i del Turó del Cuet, al punt d'unió de la Serra de Gramenet (nord) i la Serra Espina.